# لی براون (بازیکن فوتبال)
لی براون (انگلیسی: Lee Brown؛ زادهٔ ۱۰ اوت ۱۹۹۰) بازیکن فوتبال اهل بریتانیا است.
از باشگاه‌هایی که در آن بازی کرده‌است می‌توان به باشگاه فوتبال بریستول راورز، باشگاه فوتبال کویینز پارک رنجرز، باشگاه فوتبال هیز و یدینگ یونایتد، و باشگاه فوتبال سالزبری سیتی اشاره کرد.
وی همچنین در تیم ملی فوتبال England C بازی کرده‌است.